# کاشیاس دو سو
کاشیاس دو سو (به پرتغالی: Caxias do Sul) یک شهر در برزیل است که در ریو گرانده جنوبی واقع شده‌است.

## خصوصیات
کاشیاس دو سو ۱٫۶۴۳ کیلومترمربع مساحت و ۴۴۶٬۹۱۱ نفر جمعیت دارد و ۸۱۷ متر بالاتر از سطح دریا واقع شده‌است.

## نگارخانه

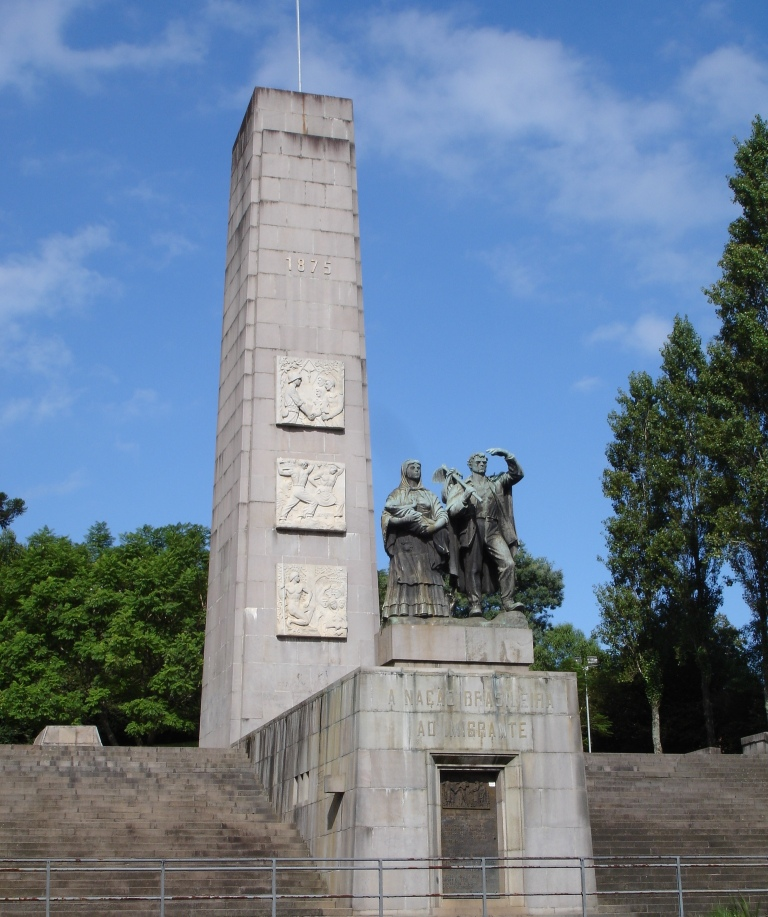
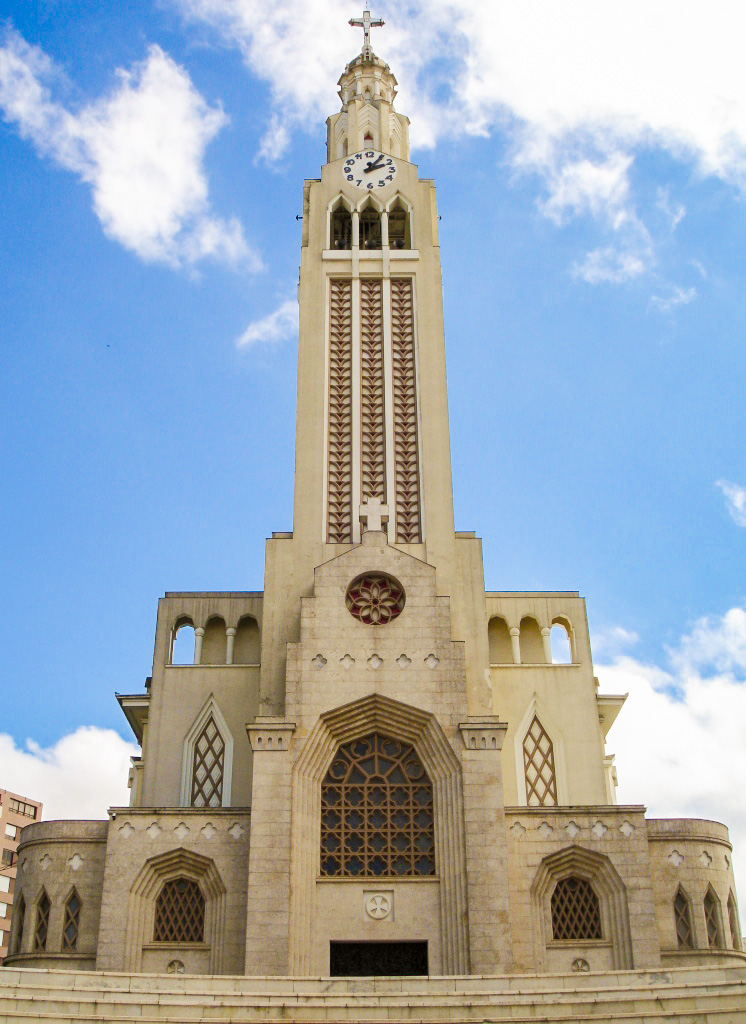
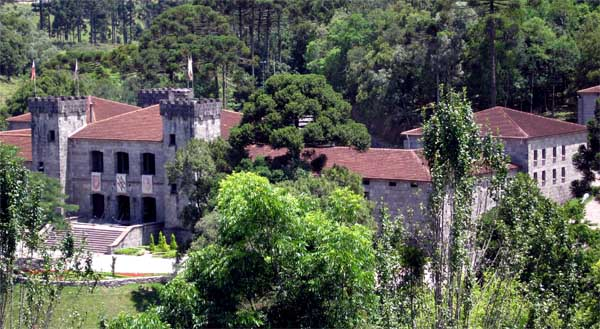
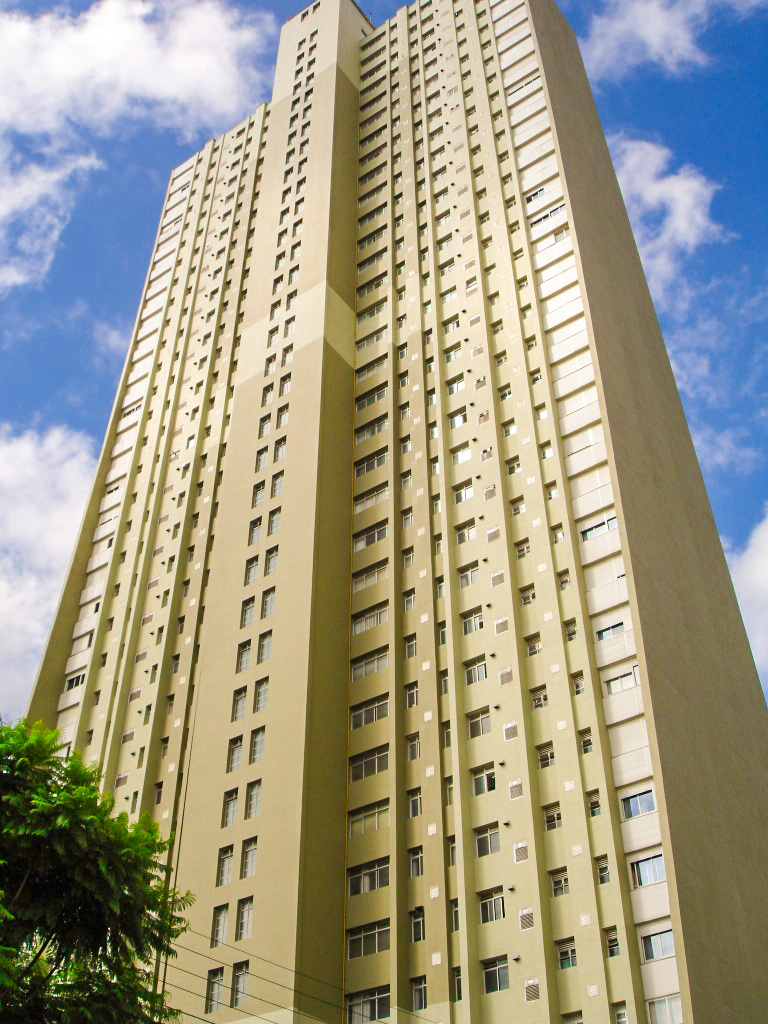
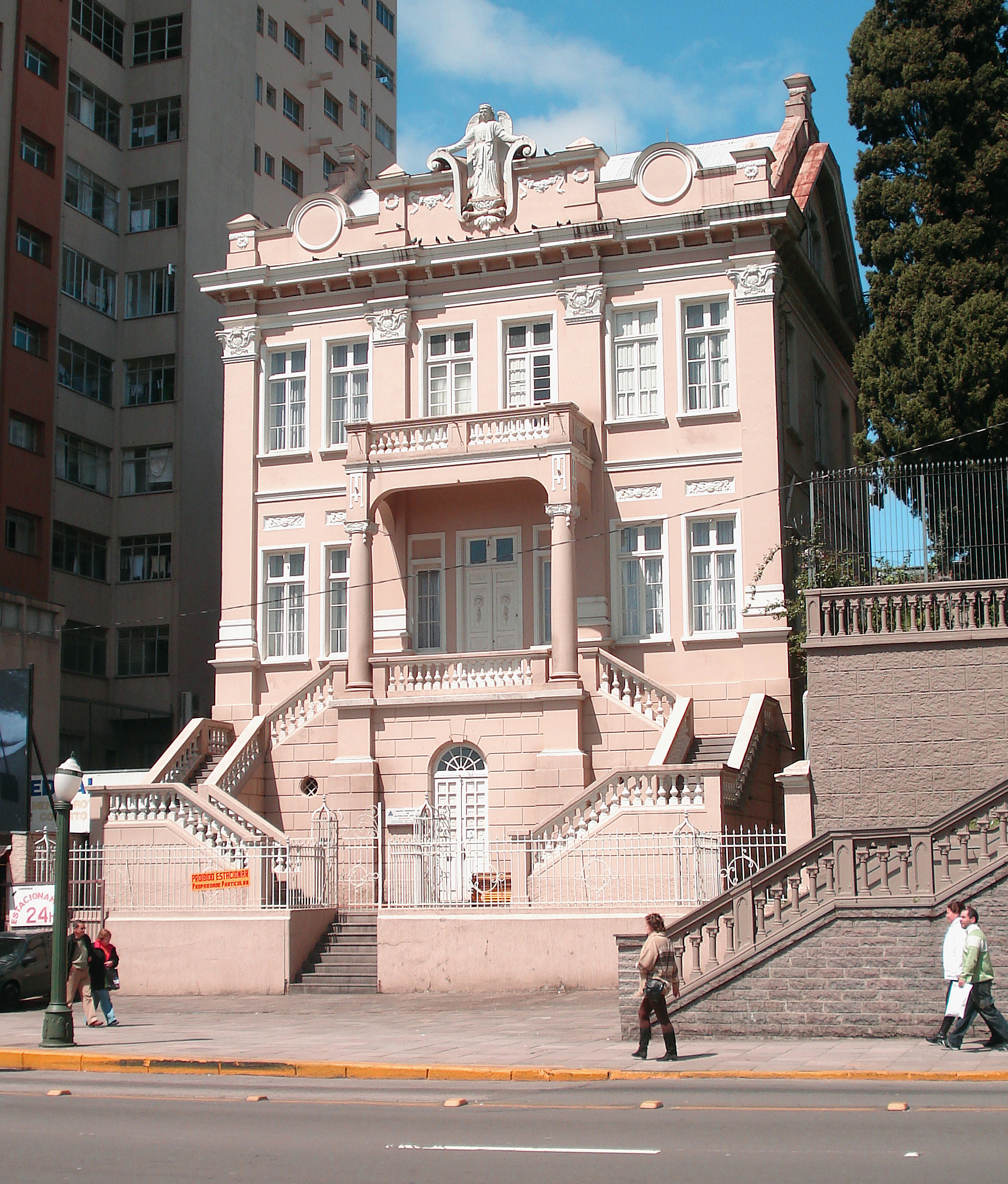
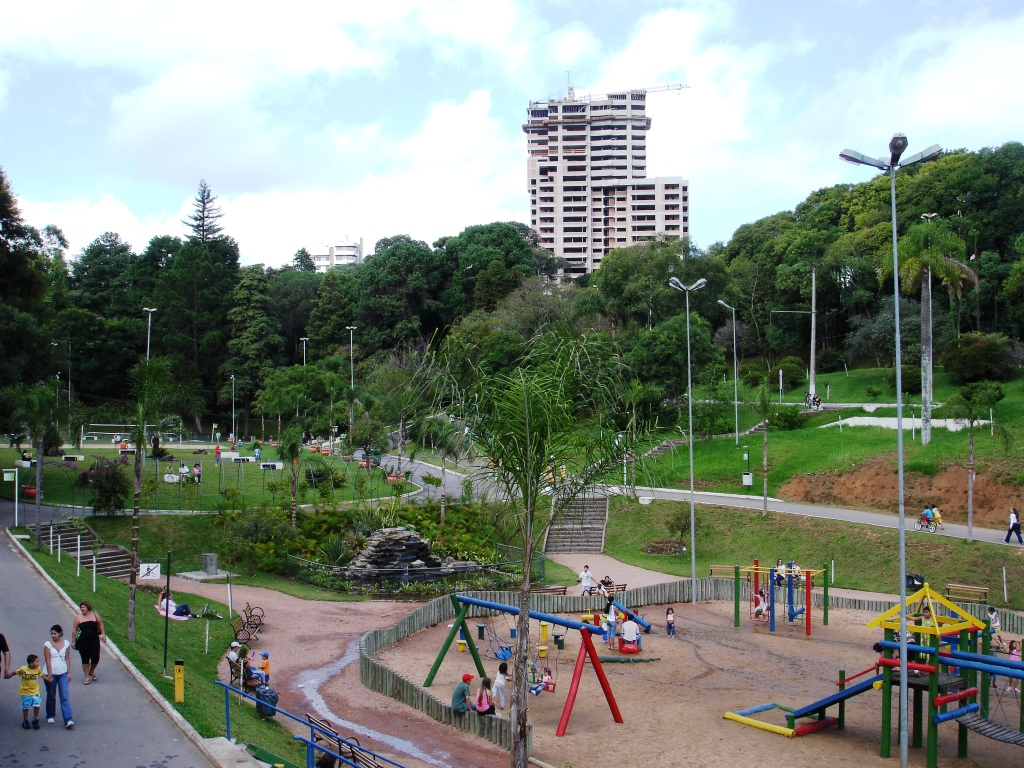
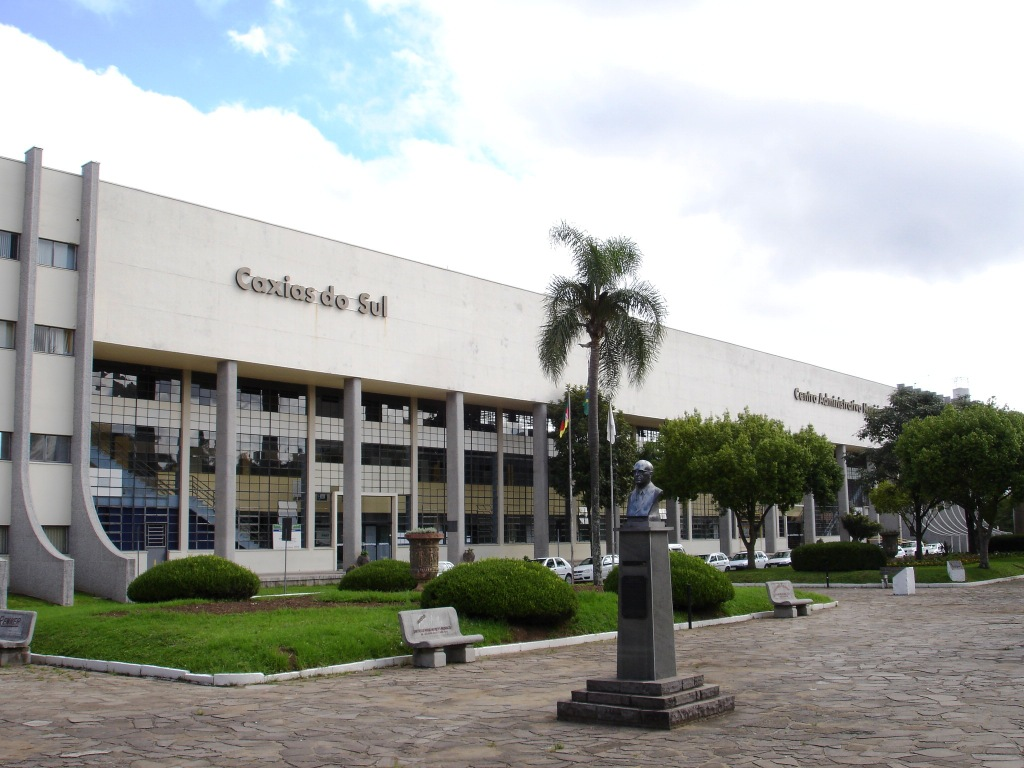
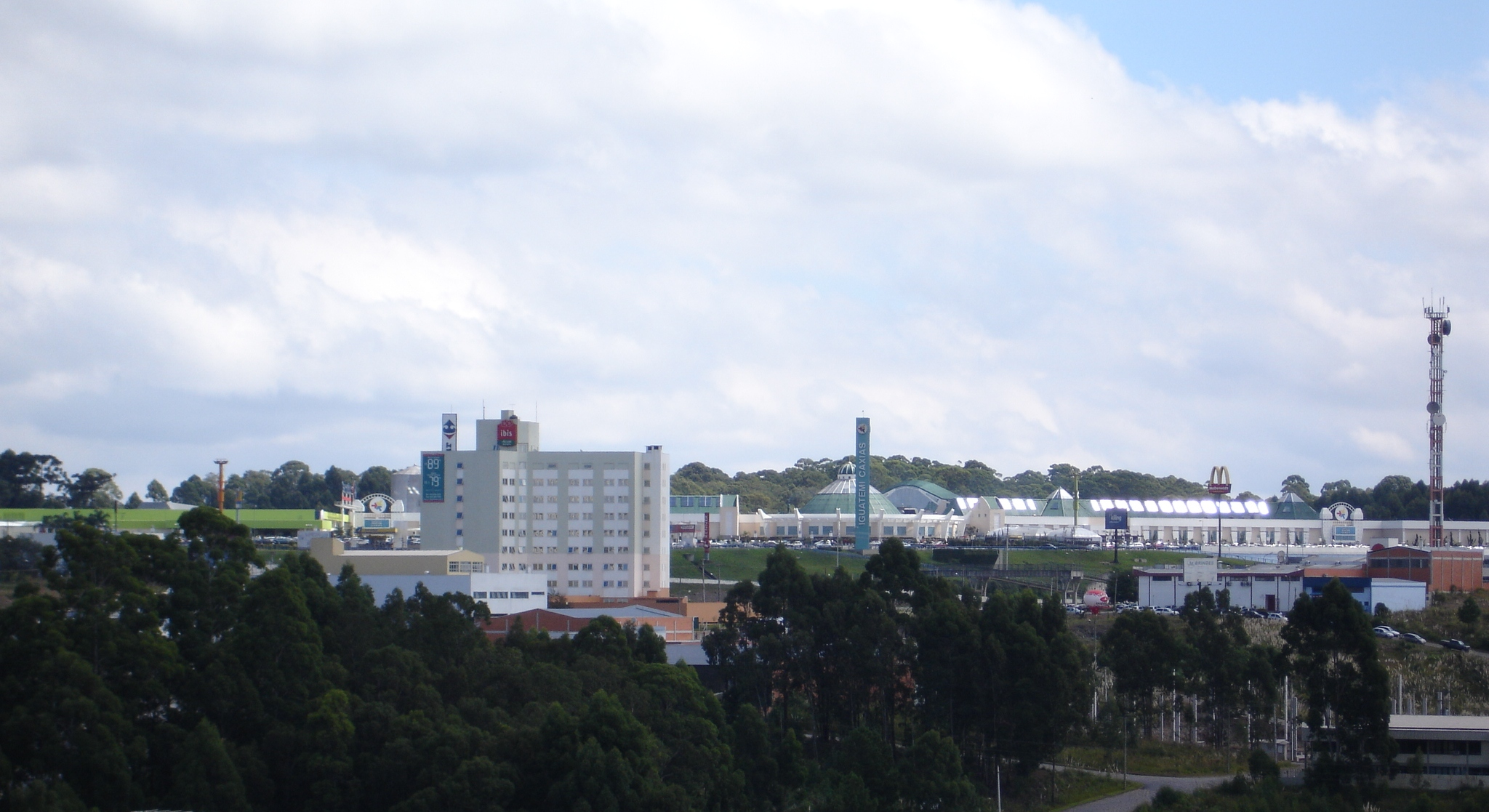
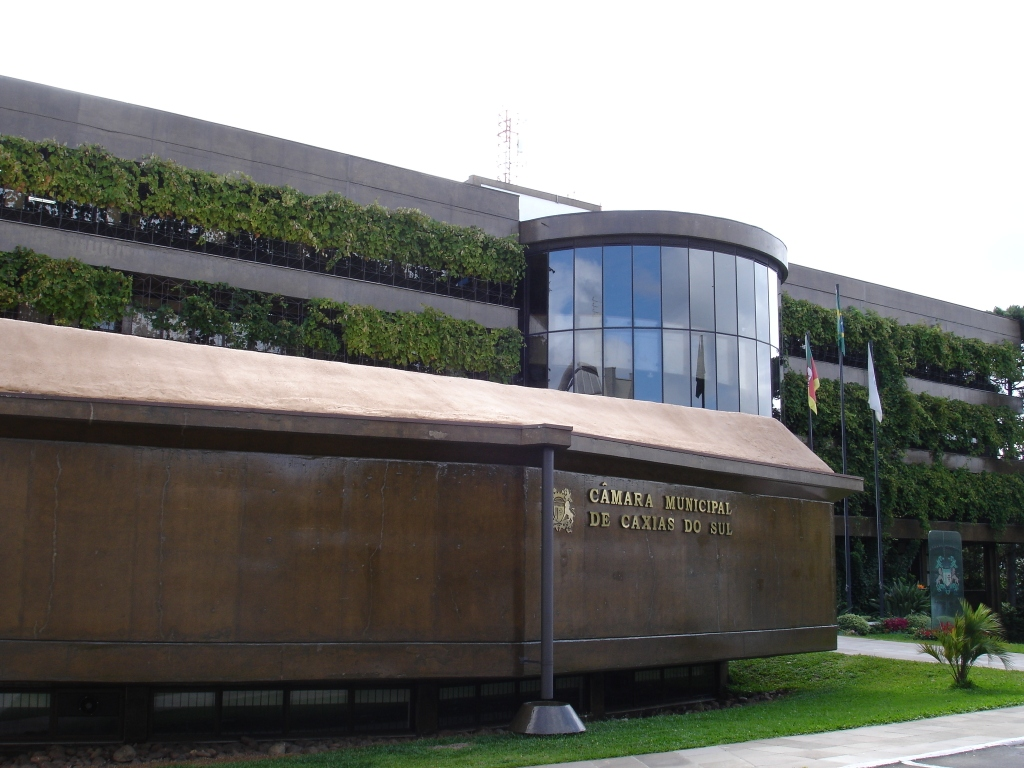
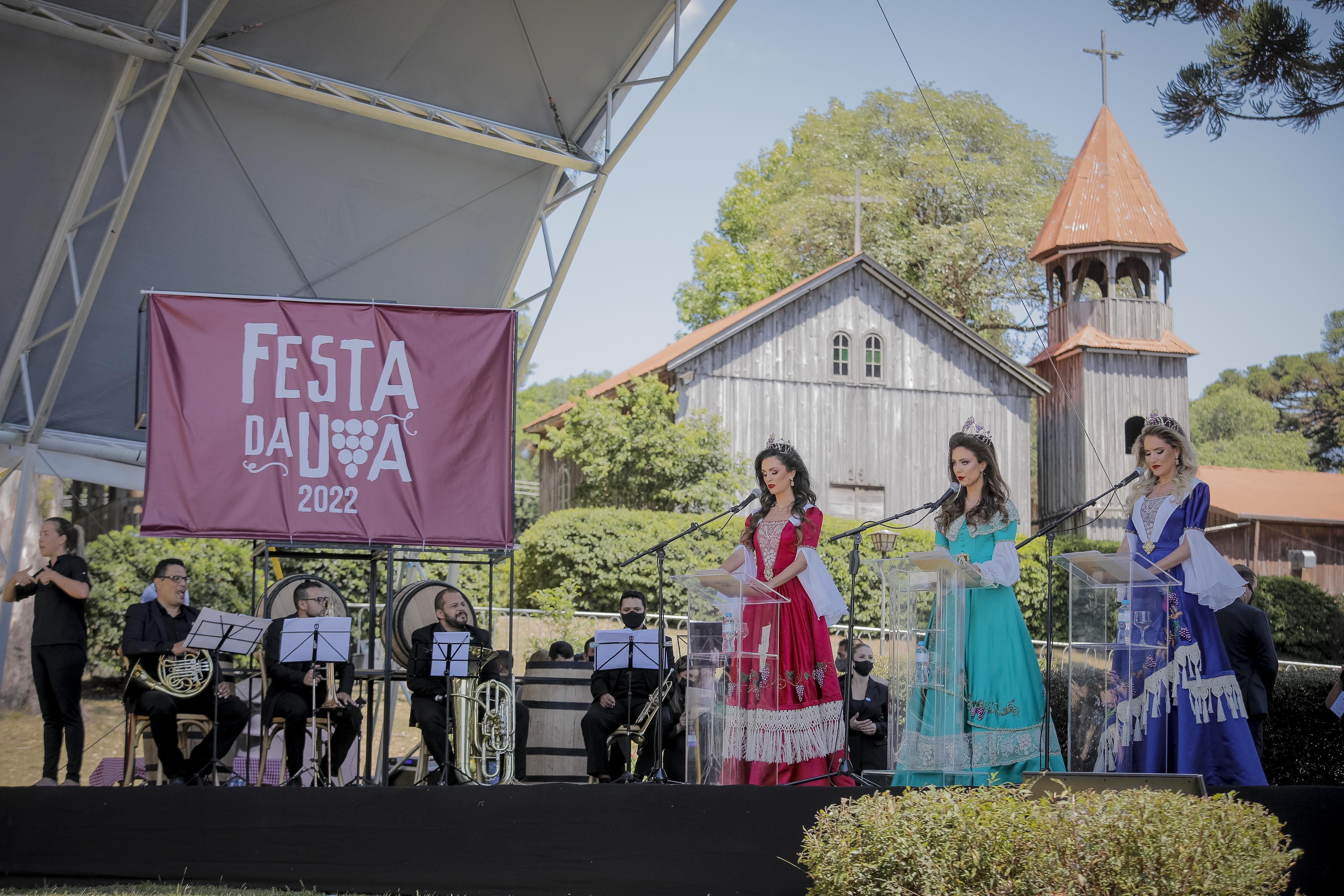